# مهزلة العقل البشري
مهزلة العقل البشري هو كتاب للباحث الاجتماعي العراقي الدكتور علي الوردي، صدرت الطبعة الثانية من هذا الكتاب في سنة 1994 (وصدرت الطبعة الأولى سنة 1955)، وهذا الكتاب لايختلف في طرحه للأمور عن كتاب وعاظ السلاطين. يدور الكتاب حول إطار البحث الاجتماعي وفهم الطبيعة البشرية المترفة وكذلك تحليل لبعض الأمور ذات الطابع الاجتماعي ويتناول الكتاب أيضا أحداث التاريخ الإسلامي في ضوء المنطق الاجتماعي الحديث وموقف قريش من الدين الجديد وتطورات المفاهيم الاجتماعية بعد ظهور الدين وأثره على قريش وتلاها من صراع على الخلافة الإسلامية بعد وفاة الرسول محمد بن عبد الله. وأيضا ما هي أسباب الجدال المتداول إلى يومنا هذا حول خلافة ابي بكر الصديق وعمر بن الخطاب وعلي بن ابي طالب وأسبابها والخلاف القائم بين أتباع عمر بن الخطاب وعلي بن أبي طالب وكذلك يتناول الكتاب قصة مقتل عثمان بن عفان وما رافق مقتله من صراع ما بين علي بن ابي طالب ومعاوية بن أبي سفيان وخلاف قائم بين أهل السنة والشيعة إلى يومنا هذا حول هذا الأمر.

## فصول الكتاب
- طبيعة المدنية
- منطق المتعصبين
- علي بن أبي طالب
- عيب المدينة الفاضلة
- أنواع التنازع وأسبابه
- القوقعة البشرية
- التنازع أو التعاون
- مهزلة العقل البشري
- ما هي السفسطة
- الديمقراطية في الإسلام
- علي وعمر
- التاريخ والتدافع الأجتماعي